# Youssou N'Dour
Pour les articles homonymes, voir N'Dour.
Youssou N'Dour, né le 1er octobre 1959 à Dakar (Sénégal), est un auteur-compositeur-interprète, musicien et homme politique sénégalais.
« Roi du mbalax » au Sénégal, chanteur africain à la renommée internationale, il est également patron de presse à partir de 2003 et de la fondation du groupe Futurs Médias. Il s'engage dans le mouvement anti-Wade et devient, au sein du gouvernement Mbaye, ministre de la Culture et du Tourisme du Sénégal à partir du 4 avril 2012 puis ministre du Tourisme et des Loisirs du 29 octobre 2012 au 2 septembre 2013, avant d'être rattaché au président Macky Sall comme ministre-conseiller.

## Biographie

### Vie familiale
Aîné de sa famille, Youssou Madjiguène Ndour a grandi dans le quartier de Médina à Dakar. Son père Elimane Ndour est Sérère et sa mère Ndeye Sokhna Mboup est une griotte Wolof,.
De confession musulmane, membre de la confrérie mouride du Sénégal, Youssou Ndour a un fils aîné prénommé Birane, et une fille aînée nommée Thioro. Il s'est marié avec Mami Camara. Ensemble, ils ont eu quatre enfants avant de divorcer officiellement après dix-sept ans de mariage. Il s'est remarié avec Aïda Coulibaly, métisse sénégalo-française, actuelle présidente de la Fondation Youssou Ndour, et a eu avec elle quatre[réf. nécessaire] enfants dont l'avant-dernier est prénommé Ibrahima Nelson Mandela.
Parmi la fratrie de l’artiste, il n’est pas le seul à s’intéresser à la musique, nous retrouvons ses frères Bouba Ndour, Ibrahima Ndour et Ndiaga Ndour dans le monde de la musique mais aussi ses sœurs Aby Ndour et Ngoné Ndour.

### Parcours artistique
Il commence adolescent à chanter dans les fêtes de famille en quittant l'école sans aller au lycée.
Il commence sa carrière à l'âge de dix-neuf ans avec le groupe Étoile de Dakar. Le producteur sénégalais Ibrahima Sylla enregistre le premier album avec le groupe au Studio Golden Baobab. Youssou N'Dour acquiert une notoriété au Sénégal et décide en 1979, de fonder son propre orchestre le Super Étoile de Dakar.
Il a travaillé avec des artistes de renommée internationale comme Peter Gabriel, Paul Simon, Manu Dibango, Alan Stivell. En 1985, il fera la rencontre des artistes français Michel Berger, Daniel Balavoine, et Jean-Jacques Goldman, mais cette rencontre n'aboutira à aucun projet avec eux en particulier, sinon de découvrir des projets humanitaires comme Action écoles pour aider les enfants africains, ou celui d'apporter des pompes à eau pour les agriculteurs africains démunis.
L'une des chansons les plus célèbres de Youssou N'Dour est 7 Seconds en duo avec la chanteuse Neneh Cherry. Le clip, tourné à New York, a été réalisé par Stéphane Sednaoui. En 1998, il compose l'hymne pour la phase finale de la Coupe du monde de football de 1998, La Cour des grands, qu'il chante avec Axelle Red. En 2008, il travaille aussi avec l'artiste congolais Koffi Olomidé dans l'album Bord Ezanga Kombo ; il interprète la chanson Festival avec Koffi Olomidé et Cindy Le Cœur.
Il est le compositeur de la musique du film d'animation Kirikou et la Sorcière réalisé par Michel Ocelot (1997).
Il joue également dans le film Amazing Grace (2006) à travers le personnage d’Olaudah Equiano et joue son propre rôle dans le documentaire Retour à Gorée (2007) évoquant l'histoire de la traite négrière et son héritage musical à travers le jazz et le gospel.
Il a également chanté en duo avec la diva libanaise Majida El Roumi la chanson Biladi Ana, sortie dans l'album Ghazal (2012) de cette dernière. En 2013, il décroche le Polar Music Prize, en Suède[réf. nécessaire].
En octobre 2020, Youssou N'Dour est entré dans la prestigieuse Académie royale de Suède, selon l'institution.

### Homme d'affaires
Autour de son activité artistique, le roi du mbalax développe diverses activités commerciales, centrées au Sénégal : il possède un studio d'enregistrement à Dakar et une discothèque, le Thiossane, situé dans le quartier de Grand-Dakar, où il essaie d'être présent tous les week-ends ; il organise, depuis 2000, des concerts au Palais omnisports de Paris-Bercy, Le Grand Bal, où il rassemble la communauté africaine.
Il déploie également des activités dans les médias nationaux en s'alliant les compétences de professionnels reconnus. En septembre 2003, il crée un groupe de presse baptisé Futurs Médias à partir du journal L'Observateur (Sénégal), quotidien rapidement devenu le plus lu au Sénégal (tirage 100 000 exemplaires), et complété avec la Radio Futurs Médias (RFM), et, depuis septembre 2010, de la chaîne Télé Futurs Médias (TFM). Il doit faire face aux convoitises de Karim Wade, fils du président sénégalais, qui souhaite un temps s'emparer du quotidien populaire. Il emploie 500 personnes. Quand Youssou N'Dour s'engage fortement en politique, il cherche à laisser l'indépendance éditoriale à son journal, délaissant la direction générale du groupe en devenant ministre. Il possède également une imprimerie et vise à s'implanter dans le secteur du contenu en ligne.
En octobre 2022, Youssou Ndour ouvre une usine d'impression et d’emballage. L’usine Impack & Safa Group l'usine est située dans la ville de Diamniado en partenariat avec la société égyptienne El Safa Printing.

### Artiste engagé

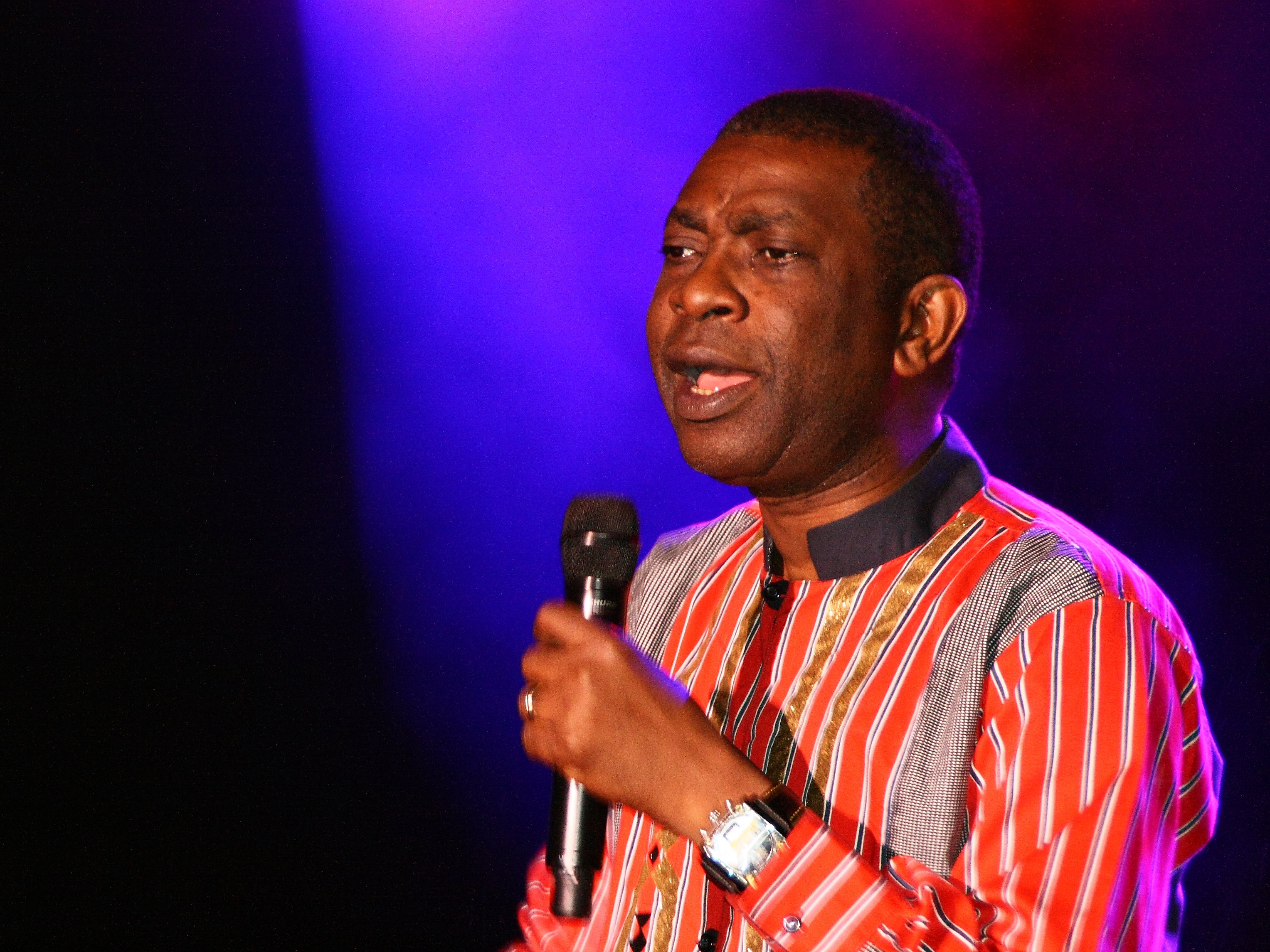

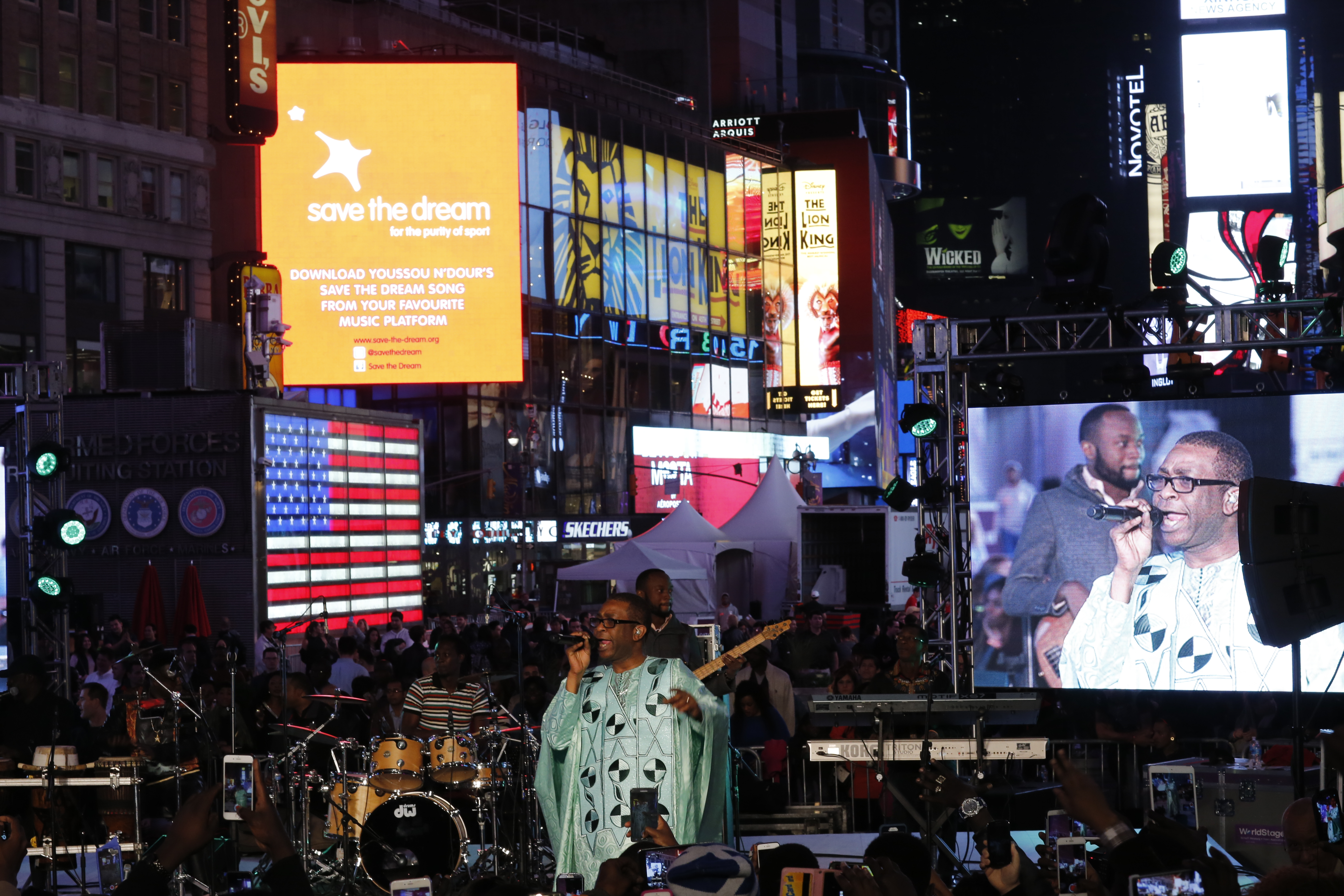

Chanteur engagé, Youssou N'Dour a organisé en 1985 un concert pour la libération de Nelson Mandela au Stade de l'Amitié de Dakar. Il a également organisé plusieurs concerts au profit de l'organisation humanitaire Amnesty International. Ambassadeur de bonne volonté pour l’Organisation des Nations unies pour l'alimentation et l'agriculture (FAO) et pour l'UNICEF, il a également été choisi en tant qu'ambassadeur au Bureau international du travail.
La Fondation Youssou N'Dour naît en l'an 2000 avec l'objectif d'œuvrer en faveur du développement durable et du droit des enfants, et de lutter contre le paludisme.
En 2004, Youssou N'Dour a participé au disque Agir Réagir en faveur des sinistrés du Séisme qui a secoué la région d'Al Hoceïma, au Maroc le 24 février 2004.
En 2007, avec d'autres artistes engagés, il participe à la réalisation de Make some noises qui est une reprise du célèbre album de John Lennon, Imagine. Cet album est le symbole d'une grande mobilisation pour le dénouement de la crise au Darfour. Dans cette version originale d'Imagine, Youssou N'Dour interprète Jealous Guy.
Youssou N'Dour a lancé le 13 février 2008 avec la collaboration de Benetton United Color une société de microcrédit, baptisée Birima, du nom d’un des damel (roi) du Royaume du Cayor. En novembre 2009, il présente sa société de microcrédit au World Forum Lille (Forum mondial de l’économie responsable) qui se tient à Lille sur le thème de « l'argent responsable ».
Au début de 2014, avec la chanteuse centrafricaine Idylle Mamba, il enregistre un titre dédié à la paix en RCA. La chanson enregistrée au Sénégal est intitulée One AFrica. Le titre prône l’amour au moment où la Centrafrique est plongée dans un climat délétère marqué par des violences interreligieuses.
Il est également membre du comité d'honneur de la Fondation Chirac.

### Ministre de Macky Sall
En 2010, Youssou N'Dour lance un mouvement politique nommé Fekke ma ci boole dont l'un des objectifs est de s'opposer à la réélection du président Abdoulaye Wade.
Sa candidature à l'élection présidentielle sénégalaise du 26 février face au chef de l'État sortant, Abdoulaye Wade, annoncée le 2 janvier 2012 est rejetée par le Conseil constitutionnel le 27 janvier suivant. À l'occasion d'un rassemblement interdit par les autorités à Dakar le mardi 21 février, Youssou N'Dour est blessé à la jambe. En vue du second tour de l'élection présidentielle, il appelle à voter Macky Sall contre Abdoulaye Wade.
Le 4 avril 2012 Youssou N'Dour est nommé ministre de la Culture et du Tourisme par Macky Sall, nouveau président du Sénégal, au sein du gouvernement Mbaye. Il succède à Awa Ndiaye.
À la suite du remaniement du gouvernement Mbaye du 29 octobre 2012, Abdoul Aziz Mbaye lui succède au ministère de la Culture, mais il conserve le portefeuille du Tourisme complété par celui des Loisirs. Le gouvernement est limogé le 1er septembre 2013. Youssou N'Dour perd son portefeuille mais est nommé conseiller à la présidence, avec rang de ministre et mission, sans définition officielle, de promouvoir l’image du Sénégal à l'étranger.
En 2023, Macky Sall annonce ne pas briguer de troisième mandat et choisit Amadou Ba   pour être le candidat de la coalition Benno Bokk Yakaar (BBY) à l'élection présidentielle de 2024. Youssou N'Dour démissionne de son poste de ministre conseiller et de la coalition BBY. Il reste néanmoins proche de Sall.
Le 19 mars 2024, il est nommé Commandeur dans l'Ordre National du Lion à titre exceptionnel.

### Prix internationaux
Youssou N'Dour a reçu de nombreux prix pour sa musique, y compris celui du meilleur artiste africain du siècle en 1996.[réf. nécessaire]
Le 13 février 2005, Youssou N'Dour a été récompensé par les Grammy Awards pour son album Egypt dans la catégorie meilleur album de musiques du monde et a eu deux disques d'or.
Il a été fait docteur honoris causa de l'université Yale aux États-Unis en 2011. En mai 2013, il remporte le prix Polar Music.
En septembre 2017, il est le lauréat 2017 du Praemium Imperiale, un prix japonais.

## Discographie

### Albums
| Disques                         | Année |
| ------------------------------- | ----- |
| Immigrés                        | 1984  |
| Bitim Rew                       | 1984  |
| Nelson Mandela                  | 1986  |
| The Lion                        | 1989  |
| Set                             | 1990  |
| Live tv                         | 1991  |
| Eyes Open                       | 1992  |
| 7 Seconds                       | 1994  |
| The Guide (Wommat)              | 1994  |
| Diapason Plus                   | 1995  |
| Lii                             | 1996  |
| Djamil                          | 1984  |
| Voices from the Heart of Africa | 1996  |
| Inédits 84-85                   | 1997  |
| St. Louis                       | 1997  |
| Spécial fin d'année Plus        | 1998  |
| Kirikou                         | 2000  |
| Joko: The Link                  | 2000  |
| Rewmi                           | 2000  |
| Le Grand Bal                    | 2000  |
| Le Grand Bal à Bercy            | 2001  |
| Ba Tay                          | 2001  |
| Nothing's In Vain               | 2002  |
| Youssou N'Dour and His Friends  | 2002  |
| Egypt                           | 2004  |
| Jigeen Gni                      | 2005  |
| Rokku Mi Rokka.                 | 2007  |
| Alsaama Day                     | 2007  |
| Spécial fin d'année             | 2009  |
| Dakar - Kingston                | 2010  |
| Mbalakh Dafay Wakh              | 2011  |
| Fàtteliku                       | 2014  |
| #Senegaal Rek                   | 2016  |
| Africa Rekk                     | 2016  |
| Seeni Valeurs                   | 2017  |
| Respect                         | 2018  |
| History                         | 2019  |
| Mbalax                          | 2021  |

### Compilations
| Disques                                         | Année |
| ----------------------------------------------- | ----- |
| Euleuk Sibir                                    | 1996  |
| The Best of Youssou N'Dour                      | 1995  |
| Immigrés/Bitim Rew                              | 1997  |
| Best of the 80's                                | 1998  |
| Hey You: The Essential Collection 1988–1990     | 1998  |
| Birth of a Star                                 | 2001  |
| Rough Guide to Youssou N'Dour & Étoile de Dakar | 2002  |
| 7 Seconds: The Best of Youssou N'Dour           | 2004  |
| From Senegal to the world                       | 2012  |
| Fatteliku vol. 2                                | 2015  |

### Participations
- 1986 : So de Peter Gabriel - Chant sur In Your Eyes.
- 1986 : Graceland de Paul Simon - Percussions sur Diamonds on the Soles of Her Shoes.
- 1989 : Passion de Peter Gabriel - Chœurs sur A Different Drum, Passion.
- 1990 : Shaking the Tree : Sixteen Golden Greats de Peter Gabriel - Chœurs sur Mercy Street, chant sur Shaking the Tree.
- 2000 : Album Solidays - Chanson Qui sait ? - Pour l'association Solidarité sida - Avec Anggun, Patrick Bruel, Stephan Eicher, Faudel, Peter Gabriel, Lââm, Lokua Kanza, Nourith, Axelle Red et Zucchero.
- 2003 : Hit de Peter Gabriel - Chant sur In Your Eyes.
- 2004 : Agir Réagir Collectif - Youssou a collaboré à ce single parmi une douzaine d'artistes dont Gad Elmaleh, Cheb Khaled et Jean-Jacques Goldman, pour venir en aide aux victimes du tremblement de terre d'Al-Hoceima, au Maroc le 24 février 2004.
- 2005 : Live 8 : One Day, One Concert, One World - DVD Artistes Variés - Youssou N'Dour chante la pièce 7 Seconds avec Dido.
- 2005 : Live 8 Paris : DVD Artistes Variés - Youssou chante tout à la fin du concert sur New Africa/Lima Weesu.
- 2007 : Instant Karma : The Amnesty International Campaign To Save Darfur Artistes Variés - Youssou chante sur Jealous Guy.
- 2008 : Bord Ezanga Kombo de Koffi Olomidé - Participe à la chanson Festival qui ouvre l'album.
- 2017 : Khalice de Akon.
- 2017 : Mama Africa de Kids United - en collaboration avec les Kids United et Angélique Kidjo.
- 2018 : Gainde (Les lions) de Black M.
- 2018 : D'accord avec Pascal Obispo et Isabelle Adjani, sur l'album Obispo
- 2019 : Hello (Remix) de Mohombi
- 2020 : Level Up (Twice as Tall) de Burna Boy
- 2020 : L'Ours avec Christophe Maé
- 2022 : Migrants des Rêves de Fally Ipupa
- 2022 : Kambengwo avec Sona Jobarteh
- 2023 : D'accord avec Isabelle Adjani, sur son album Bande originale

## Filmographie
- 2005 : Live 8: One Day, One Concert, One World - DVD Artistes Variés - Youssou N'Dour chante la pièce 7 Seconds avec Dido.
- 2005 : Live 8 Paris : DVD Artistes Variés - Youssou chante à la toute fin de concert la chanson New Africa/Lima Weesu.
- 2007 : Amazing grace Film de Michael Apted, dans lequel Youssou joue le personnage Olaudah Equiano. Avec Ioan Gruffudd et Albert Finney.
- 2007 : Retour à Gorée Documentaire de Pierre-Yves Borgeaud, dans lequel Youssou joue son propre rôle.
- 2008 : Youssou N'Dour: I Bring What I Love Documentaire de Elizabeth Chai Vasarhelyi avec Peter Gabriel sur la carrière de Youssou N'Dour.